# クズウコン
クズウコン（葛鬱金、学名: Maranta arundinacea）は、熱帯アメリカ原産のクズウコン科クズウコン属の多年草。地下茎から澱粉を採るために熱帯各地で栽培される。中国名は、竹芋。
クズウコンという和名は、澱粉の採れる植物クズと見かけの似たウコンを合わせたもの。英語名はアロールート（Arrowroot）で、採れた澱粉もアロールート(en)と呼ばれる（ただしキャッサバなど他種植物の澱粉が同じ名で呼ばれることもある）。この澱粉は菓子などの食品原料として使われる。
また、クズウコンに似ているがまったく別種の食用植物にもアロールートの名がついており、タシロイモ科のタシロイモ（ポリネシアン・アロールート）やカンナ科のクイーンズランド・アロールート（食用カンナ、ショクヨウカンナ）、ショウガ科のインド・アロールート、ソテツ科のフロリダ・アロールートなどがある。どの種類も生食はせず、根茎からデンプンを取り出して食用とするところが共通している。
クズウコンの生産地としては西インド諸島やモーリシャス、マダガスカル、東南アジアなどが上げられる
クズウコン属（マランタ属）やそれに近縁の植物には、観葉植物とされるものも多い。

## 脚註
1. 1 2  米倉浩司・梶田忠 (2003-). “Maranta arundinacea L.　クズウコン（標準）”. BG Plants 和名−学名インデックス（YList）. 2023年9月19日閲覧。
2. ↑  『新編　食用作物』　星川清親　養賢堂　昭和60年5月10日訂正第5版　pp649-653
3. ↑  『新編　食用作物』　星川清親　養賢堂　昭和60年5月10日訂正第5版　p650